# 荒崎公園
荒崎公園（あらさきこうえん）は、神奈川県横須賀市長井にある横須賀市立の都市公園（風致公園）である。

## 概要
荒崎（あらさき）は、相模湾に突き出した三浦半島の長井地域にある小半島の岬のこと。荒崎公園は「荒崎」とその周辺地域を自然を保護しつつ整備されて作られた。見晴らしが良く、条件が揃えば西方に富士山や箱根山、天城連山が望める。
高台には景色を楽しめる「夕日の丘」や「潮風の丘」、森に囲まれた「ピクニックの丘」がある。
海岸は「関東ふれあいの道　荒崎・潮騒のみち」として遊歩道が整備されており、コースを歩くことで切り立った崖、海蝕洞、岩礁、入り江といった自然美を観賞できる。

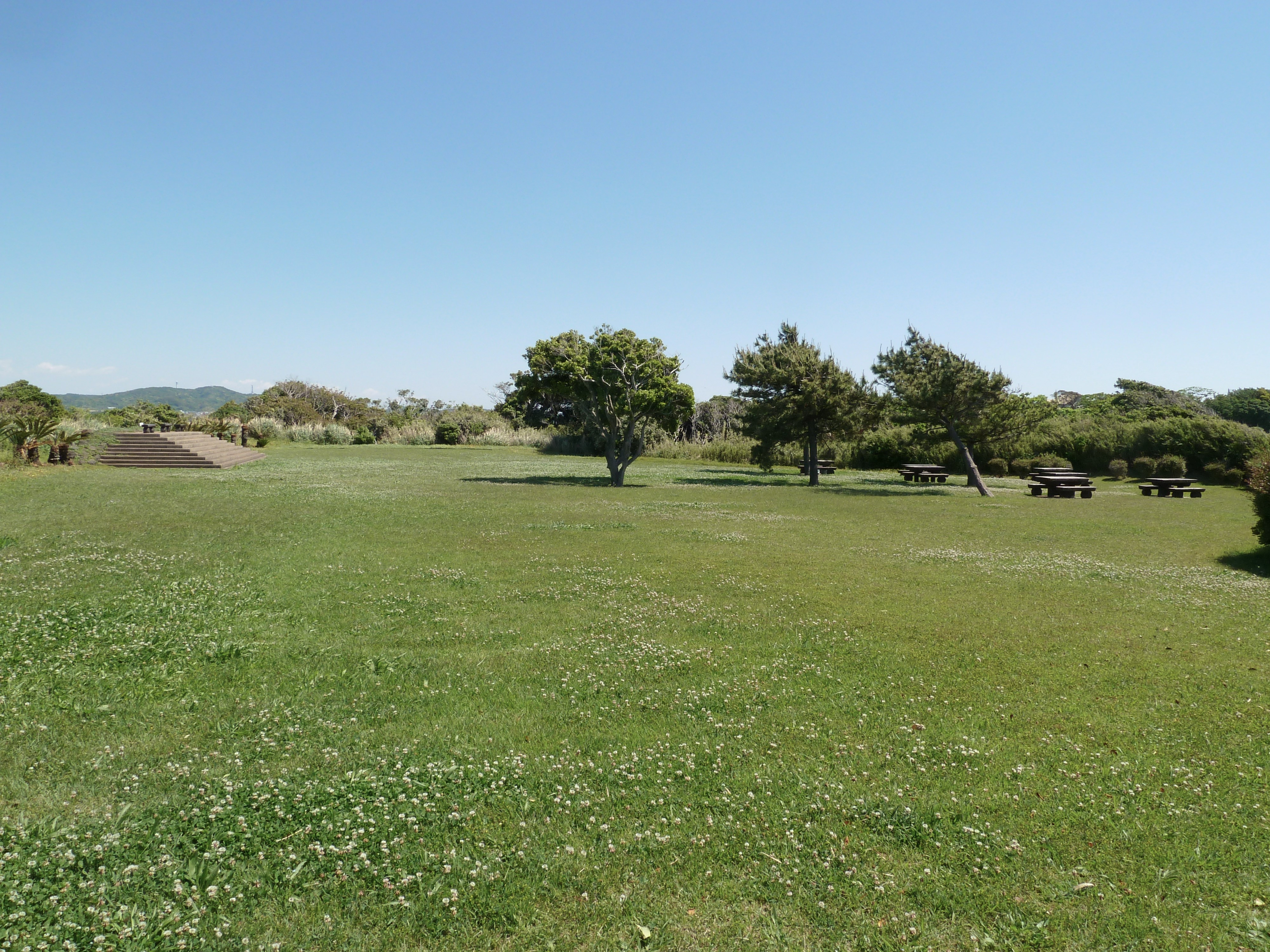
夕日の丘
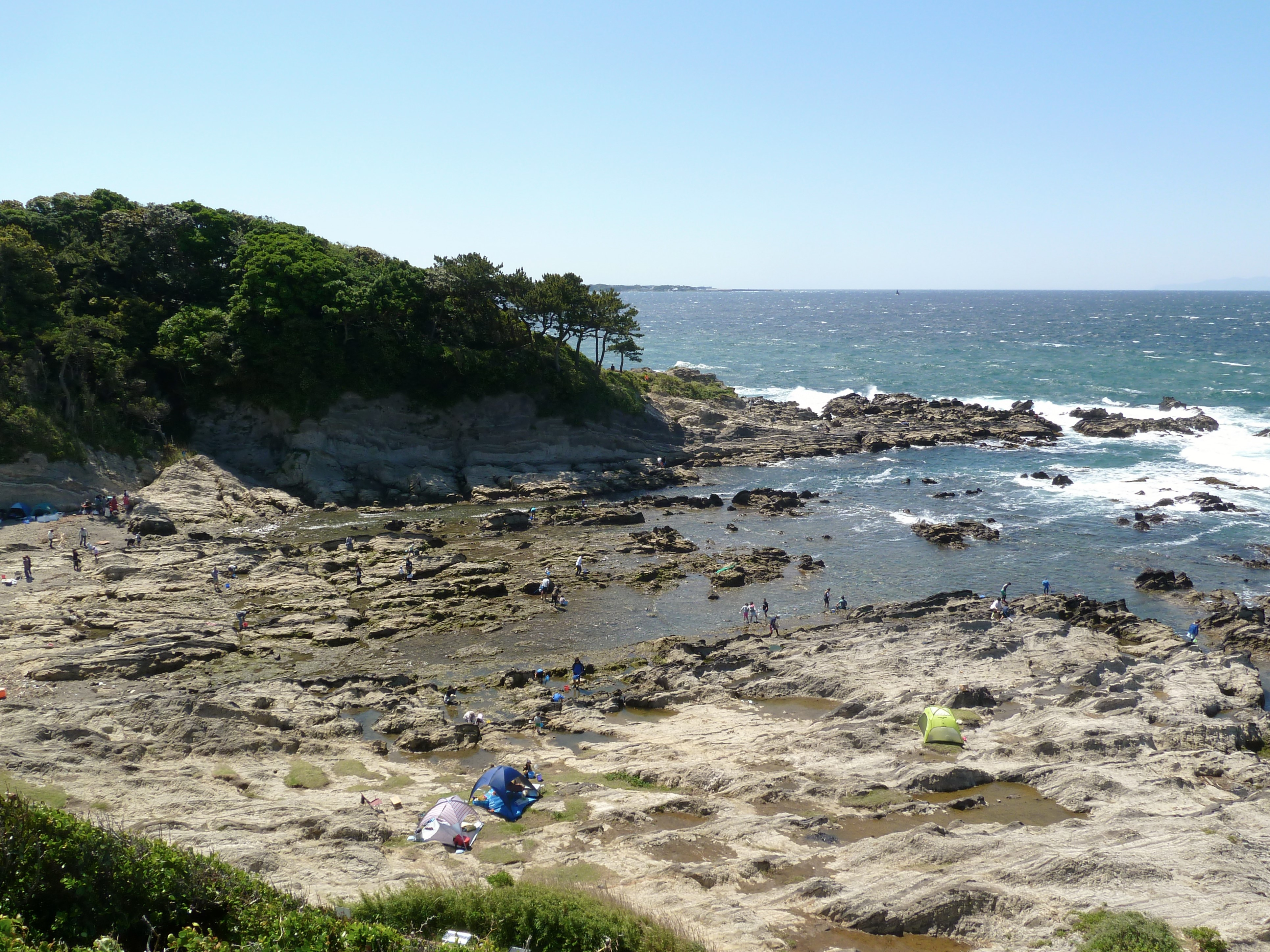
夕日の丘から見た海岸
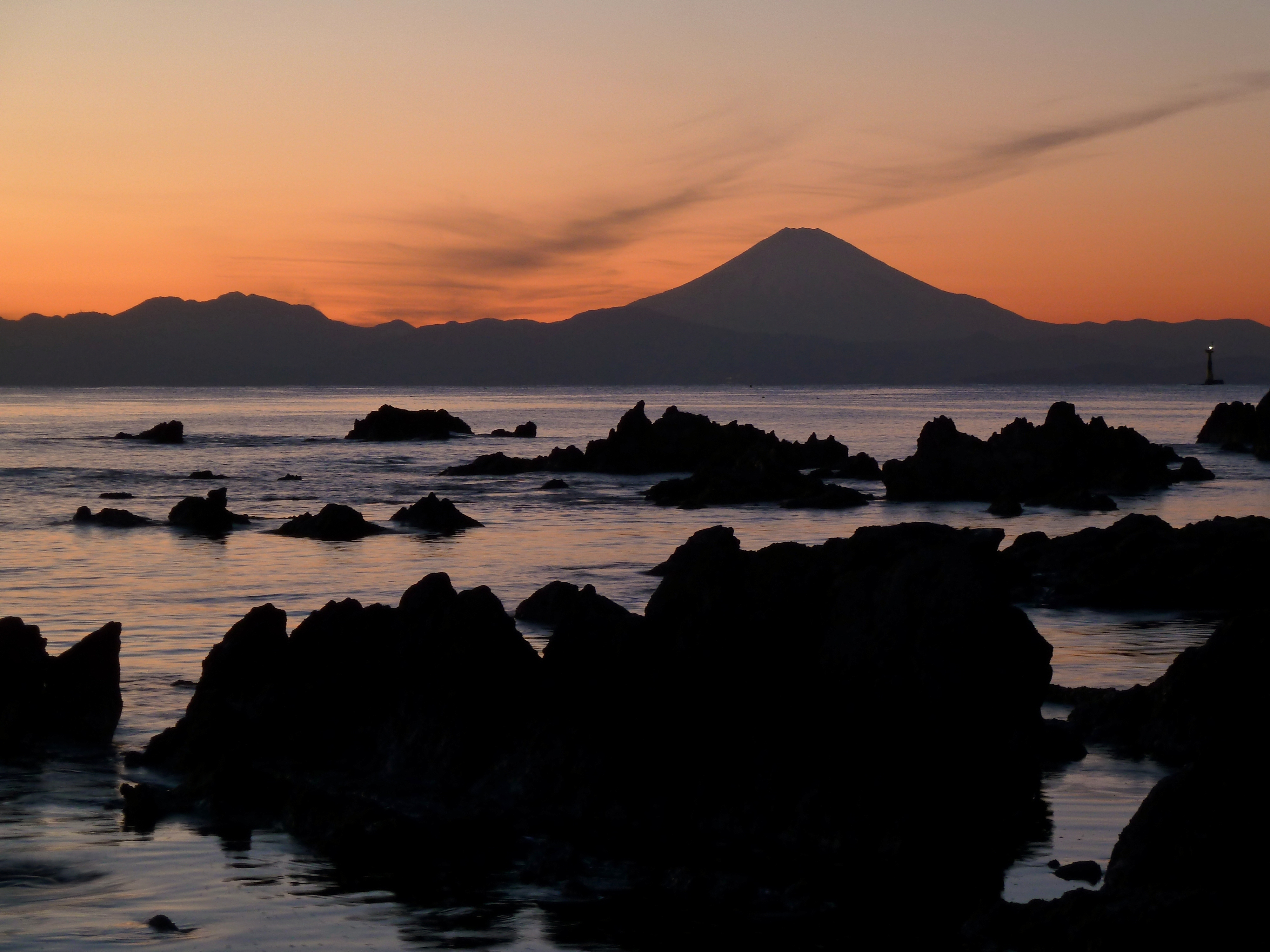
海岸から望む箱根山と富士山
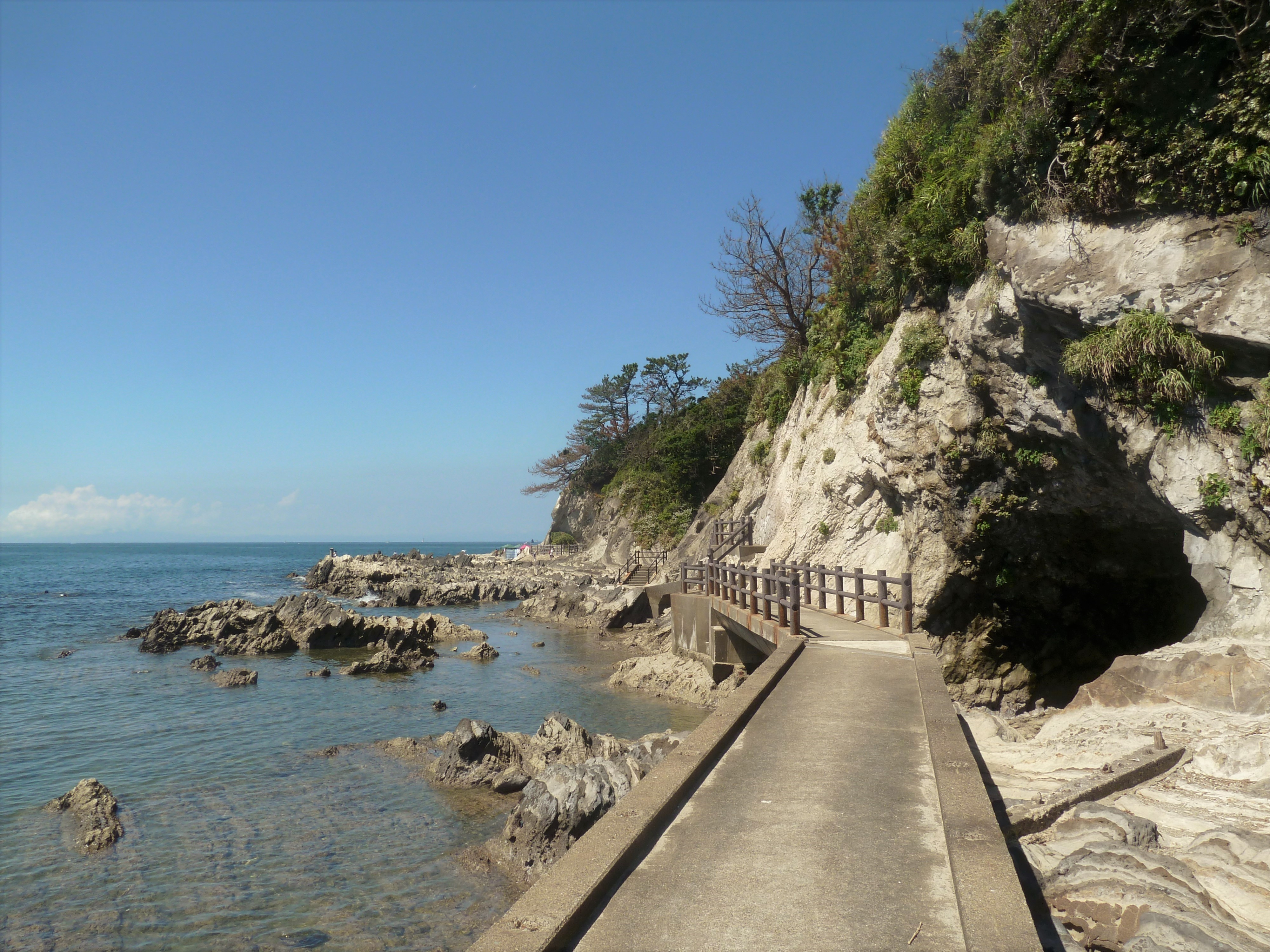
荒崎・潮騒のみち
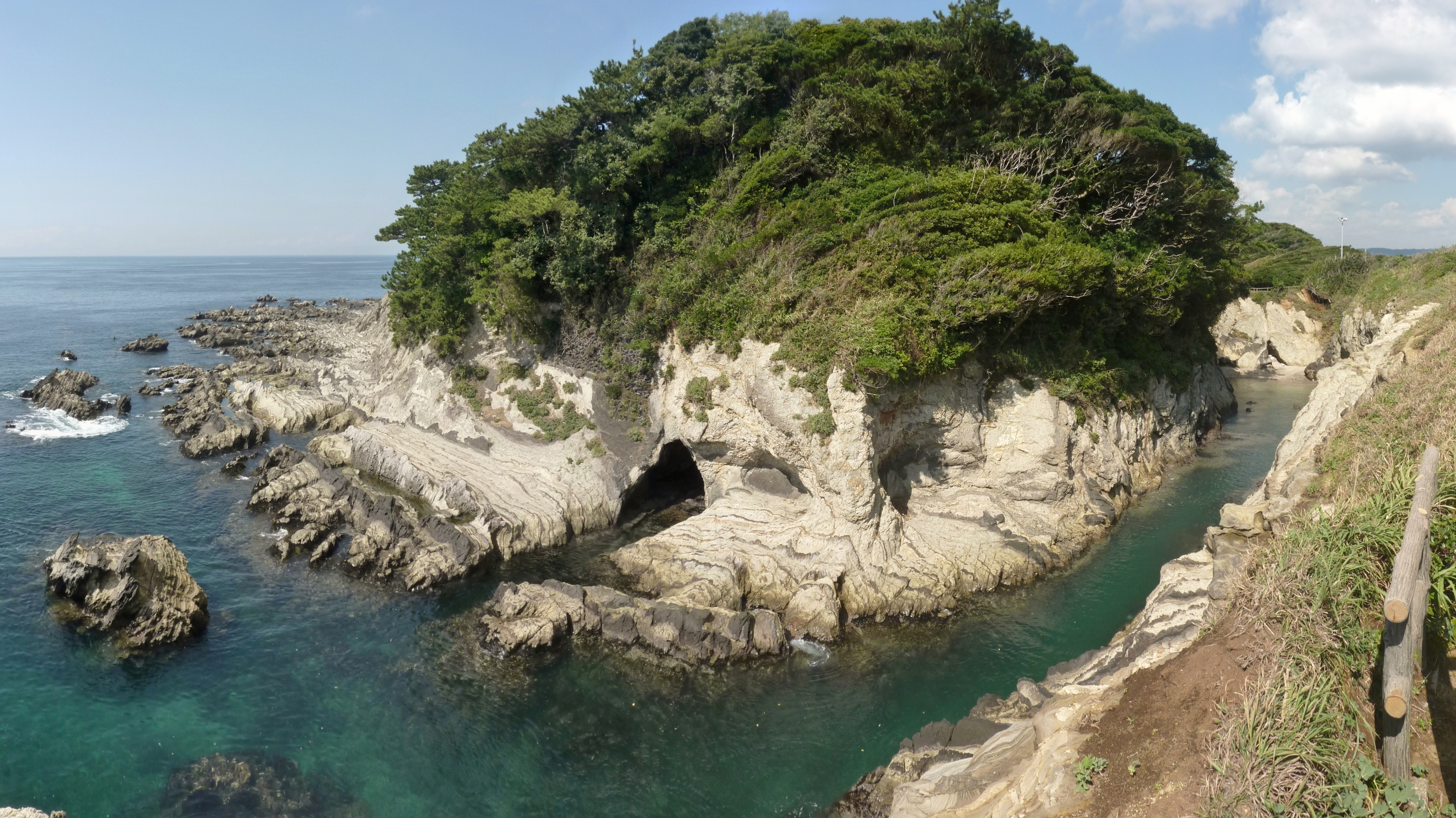
「どんどんびき」と呼ばれる入り江と「潮風の丘」

## 交通
- 京急久里浜線三崎口駅から、京浜急行バス荒崎行バスに乗車して終点で下車、徒歩5分ほど。
- 普通車88台、大型車3台が収容可能な駐車場がある。
- 駐車料金は土日・祝祭日及び7月20日～8月31日が普通車1000円、大型車2000円。

## 周辺施設
- 長井海の手公園 ソレイユの丘
- 長井漁港